# Ilha do Retiro
Estádio Adelmar da Costa Carvalho også kendt som Estádio Ilha do Retiro eller simpelt hen Ilha do Retiro, er et stadion i byen Recife i det nordøstlige Brasilien, i den brasilianske delstat Pernambuco, ejet af fodboldklubben Sport Recife.[kilde mangler]
8°3′46.63″S 34°54′10.73″V / 8.0629528°S 34.9029806°V